# Amokspiel (Roman)
Amokspiel ist ein Psychothriller des Schriftstellers Sebastian Fitzek aus dem Jahr 2007.

## Handlung
Ira Samin ist eine bekannte und hoch angesehene Kriminalpsychologin. An dem Tag, an dem sie ihrem Leben ein Ende setzen will, muss sie zu einem Einsatz. In dem Radiosender, in dem ihre jüngste Tochter arbeitet, findet eine Geiselnahme statt. Der Geiselnehmer spielt ein Spiel mit ganz Deutschland. Er ruft wahllos Leute an, die sich mit einer bestimmten Parole am Telefon melden müssen, ansonsten tötet er eine der Geiseln aus dem Studio. Jan May (der Geiselnehmer) hat nur eine einzige Forderung: Wenn er mit seiner Verlobten Leonie Gregor sprechen darf, beendet er das Spiel sofort. Das einzige Problem ist, dass Leonie laut Polizeiakten bereits vor Monaten bei einem Autounfall starb. Gemeinsam mit dem Chefredakteur „Diesel“ versucht Ira herauszufinden, was wirklich mit Leonie geschehen ist, und taucht dabei immer tiefer in Geheimnisse ein. Dabei reflektiert sie auch immer mehr über ihr eigenes Leben, das nach dem Selbstmord ihrer ältesten Tochter aus den Fugen geraten ist.

## Figuren
- Ira Samin: Die Hauptfigur, eine renommierte Kriminalpsychologin, die ihrem Leben ein Ende setzen möchte
- Jan May: Geiselnehmer und Verlobter von Leonie Gregor, der verzweifelt nach seiner Verlobten sucht
- Diesel: exzentrischer Chefredakteur des Radiosenders

## Verfilmung
Der Roman wurde 2018 im Auftrag von Sat.1 unter der Regie von Oliver Schmitz u. a. mit Franziska Weisz und Kai Schumann verfilmt.

## Textausgaben
- Sebastian Fitzek: Amokspiel. Knaur Taschenbuchverlag, München 2007, 448 Seiten, ISBN 978-3-426-63718-0.